# میه‌چیسواف مورانسکی
میه‌چیسواف مورانسکی (لهستانی: Mieczysław Morański؛ ‏ ۲۱ ژانویهٔ ۱۹۶۰ – ۲۷ دسامبر ۲۰۲۰) بازیگر اهل لهستان بود. او در جریان دنیاگیری کووید-۱۹ در لهستان در اثر ابتلا به کووید ۱۹ درگذشت.
از فیلم‌ها یا مجموعه‌های تلویزیونی که وی در آن‌ها نقش داشته‌است، می‌توان به گوش آقای رئیس، تاج پادشاهان، در خوشی و سختی، اجاره‌نشین‌ها، در خیابان سپولنی و خانه کشیش، کارآگاهان جنایی، قانون حقیقی، طایفه، پدر متیو، ع چون عشق، دختران جنگ و صد سال خاندان وینیخ اشاره نمود.